# Bartlewo (Ruciane-Nida)
Bartlewo [barˈtlɛvɔ] (deutsch Bartlowo, 1938–1945 Barteln) ist ein kleiner Ort in der polnischen Woiwodschaft Ermland-Masuren. Er gehört zur Gmina Ruciane-Nida (Stadt- und Landgemeinde Rudczanny/Niedersee-Nieden) im Powiat Piski (Kreis Johannisburg).

## Geographische Lage
Bartlewo liegt am Nordufer des Beldahnsees (polnisch Jezioro Bełdany) im Südosten der Woiwodschaft Ermland-Masuren, 23 Kilometer südwestlich der einstigen Kreisstadt Sensburg (polnisch Mrągowo) bzw. 21 Kilometer nordwestlich der heutigen Kreismetropole Pisz (deutsch Johannisburg).

## Geschichte
Das frühere Bartlowo bestand in seinem Kern lediglich aus einem kleinen Gehöft und war bis 1945 ein Wohnplatz in der Landgemeinde Isnothen (polnisch Iznota). Somit gehörte es zum Kreis Sensburg im Regierungsbezirk Gumbinnen (ab 1905 Regierungsbezirk Allenstein) in der preußischen Provinz Ostpreußen. Am 3. Juni 1938 wurde Bartlowo aus politisch-ideologischen Gründen der Abwehr fremdländisch klingender Ortsnamen in Barteln umbenannt.
In Kriegsfolge kam der Ort 1945 mit dem gesamten südlichen Ostpreußen zu Polen. Er ist heute eine Ortschaft im Verbund der Stadt- und Landgemeinde Ruciane-Nida (Rudczanny/Niedersee-Nieden) im Powiat Piski (Kreis Johannisburg), bis 1998 der Woiwodschaft Suwałki, seither der Woiwodschaft Ermland-Masuren zugehörig.

## Kirche
Bis 1945 war Bartlowo in die evangelische Pfarrkirche Nikolaiken (polnisch Mikołajki) in der Kirchenprovinz Ostpreußen der Evangelischen Kirche der Altpreußischen Union bzw. katholischerseits nach Sensburg (polnisch Mrągowo) im Bistum Ermland eingepfarrt.
Heute gehört Bartlewo in Bezug auf beide Konfessionen nach Mikołajki, zur katholischen Pfarrei im Bistum Ełk der römisch-katholischen Kirche in Polen bzw. zur evangelischen Pfarrei in der Diözese Masuren der Evangelisch-Augsburgischen Kirche in Polen.

## Wirtschaft und Infrastruktur

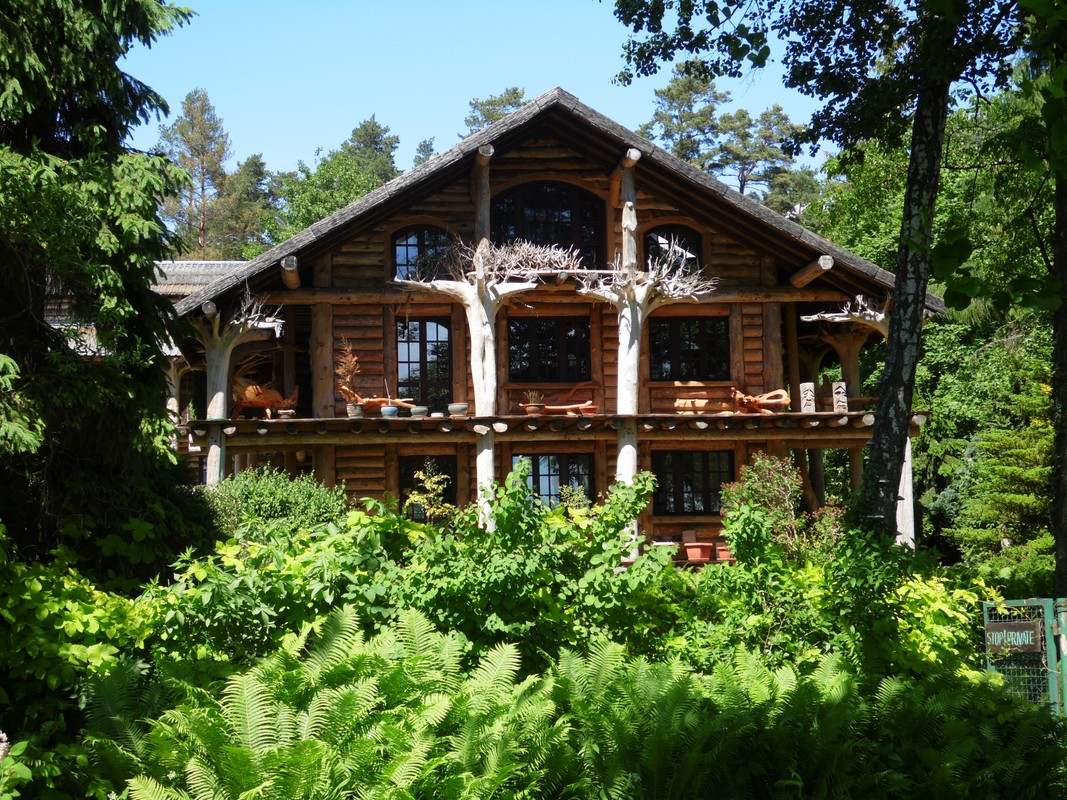
Hotel Galindia

### Verkehr
Bartlewo liegt abseits des Verkehrsgeschehens und ist nur auf einer Nebenstraße zu erreichen, die vom Zentrum Iznotas direkt zu der Ortschaft führt. 

### Ansässige Unternehmen
Den Ort nicht nur optisch prägend ist das Hotelunternehmen „Galindia Mazurski Eden“ direkt am Ufer des Jezioro Bełdany, das ein Anziehungspunkt für Touristen ist. Sein Name erinnert an den seinerzeit bis nach Masuren gelangenden westbaltischen Stamm der Galinder und nimmt Bezug auf den bedeutenden „Galindia-Resort“ im benachbarten Iznota.